# 奈良学園大学奈良文化女子短期大学部
奈良学園大学奈良文化女子短期大学部（ならがくえんだいがくならぶんかじょしたんきだいがくぶ、英語: Narabunka Women's College）は、奈良県奈良市中登美ヶ丘3-15-1に本部を置いていた日本の私立大学である。1965年に設置され、2019年に廃止された。大学の略称は文短。　

## 概観

### 大学全体
- 奈良県奈良市に所在した日本の私立短期大学で、設置主体は学校法人奈良学園[注 1]。
- 奈良文化女子短期大学として1965年に奈良県大和高田市[注 2]において開学[注 3]。
- 当初は、学科数1、入学定員100名体制[6]で、創設者は伊瀬敏郎。
- その後は、学科の増設が進み、特に私大バブルの時分は学生総数1972人[注 4]、最大で7学科と全国的にも学科数や学生数の多さを誇っていた。私大バブル終わった90年代後半となると学科数はほぼ変わらなかった[注 5]ものの学生数は減少傾向にあり、さらに2000年台になると学科の廃止が目立つようになる。
- 2007年度入学生より学科の募集停止を大々的に行い、ついには幼児教育学科のみの単科短大に大幅縮小されていた。
- 2008年より 奈良市登美ヶ丘に移転し、2014年に奈良学園大学奈良文化女子短期大学部に名称変更する。
- 2017年度の入学生を最後に[注釈 1]、2019年に短期大学としての使命を終えた[注釈 2]。

### 建学の精神（校訓・理念・学是）
- 奈良学園大学奈良文化女子短期大学部における建学の精神
  - 清楚の美　
  - 健康の輝き

### 教育および研究
- 幼児教育学科が設置されており奈良文化幼稚園での教育実習が取り入れられていた。過去には、一般教育科目として「奈良文化論」や県内の文化財を建学する「臨地講義」もあった。過去にあった教養学科には、「教養」・「経営情報」の2コースが設置されており、カリキュラムは日本史・国文学・民俗学など人文系の科目が主で、文字通り教養系の科目を広く学ぶという意味合いが強いものとなっていた[8]。

### 学風および特色
- 最後まで設置されていた幼児教育学科では、「心の教育」が重視されていた。
- 2011年3月24日、財団法人短期大学基準協会の第三者評価より適格認定を受けた。
- かつてあった第三部は、半日登校し、半日職場で労働といういわゆる昼間定時制で修業年限3年制で[8]大和高田市内にある工場で勤務する傍らで学ぶ女子学生が多かったともいわれ、近畿地方では珍しい存在となっていた。

## 沿革
- 1965年
  - 1月25日 左記を以て文部省[注 6]より短期大学の設置が認可される[9]。
  - 4月1日 左記を以て奈良文化女子短期大学（ならぶんかじょしたんきだいがく）が以下の学科体制にて開学する[10]。
    - 教養科 入学定員100名[注 7]。

  - 5月1日 学生数[13]/定員
    - 教養科 102[注釈 3]/100

  - 同 左記を以て中学校教諭二級免許状（社会）を教養科第一部に設置される[14]。
- 1966年
  - 2月17日 左記を以て厚生省[注 8]より保母養成施設としての指定を受け同年4月の保育科入学生より適用される[15]。
  - 4月1日 以下の学科を増設する[16]。入学定員100名[17]。
    - 保育科[注 9] 入学定員100名[19]

  - 5月1日 学生数[20]/定員
    - 教養科 205[注釈 3]/200
    - 保育科 140[注釈 3]/100
- 1967年
  - 4月1日 以下の学科を増設する[注 10]
    - 食物栄養科 入学定員100名[注 11]

  - 5月1日 学生数[25]/定員
    - 教養科 221[注釈 3]/200
    - 保育科 278[注釈 3]/200
    - 食物栄養科 105[注釈 3]/100

  - 同 キャンパスの所在地が一部変更され「東中127」とする[26]
- 1968年
  - 4月1日 三部が増設され、以下の学科体制に整備される[注 12]。
    - 教養科
      - 第一部 入学定員50名[注釈 4]
      - 第三部 入学定員100名[注釈 4]

    - 保育科
      - 第一部 入学定員100名[注釈 4]
      - 第三部 入学定員100名[注釈 4]

  - 同 学科の一部、入学定員を以下の通り変更する。
    - 食物栄養科 入学定員100→150名[注釈 5]
    - 教養科第一部の入学定員100名→50名[注釈 5]

  - 5月1日 学生数[31]/定員
    - 教養科 270[注釈 3]/200[注釈 6]。
    - 保育科 374[注釈 3]/200
    - 食物栄養科 214[注釈 3]/250
- 1969年
  - 4月1日 この年度の入学生より保育科一部を初等教育学科に改組開始[32]。
- 1970年
  - 3月25日 経営母体である学校法人中和学園を学校法人奈良学園に名称変更する[26]。
  - 4月1日 この年度の入学生より保育科三部を以下の学科名に改称する[33]。
    - 幼児教育学科第三部 入学定員100名[34]

  - 同 学科の名称変更あり[注 13]。
    - 教養科→教養学科
    - 食物栄養科→食物栄養学科

  - 5月1日 学生数[35]/定員
    - 教養学科 383[注釈 3]/400[注釈 6]
    - 初等教育学科 260[注釈 3]/200
    - 食物栄養学科 254[注釈 3]/300
    - 幼児教育学科第三部 358[注釈 3]/300
- 1971年
  - 4月1日 以下の学科を増設する[36]。
    - 衛生看護学科 入学定員50名[37]

  - 5月1日 学生数[38]/定員
    - 教養学科 393[注釈 3]/400[注釈 6]
    - 初等教育学科 257[注釈 3]/200
    - 食物栄養学科 251[注釈 3]/300
    - 幼児教育学科第三部 387[注釈 3]/300
    - 衛生看護学科 60[注釈 3]/50
- 1973年
  - 4月1日 以下の学科を増設する[注 14]
    - 音楽学科
    - 器楽専攻 入学定員30名[注釈 7]
    - 声楽専攻 入学定員20名[注釈 7]

  - 5月1日 学生数[42]/定員
    - 教養学科 392[注釈 3]/400[注釈 6]
    - 初等教育学科 302[注釈 3]/200
    - 食物栄養学科 201[注釈 3]/300
    - 幼児教育学科第三部 433[注釈 3]/300
    - 衛生看護学科 125[注釈 3]/50
    - 音楽学科 50[注釈 3]/50
- 1974年
  - 12月25日 専攻科の設置が認められ、以下の課程を設ける[43]。
    - 音楽専攻 入学定員10名
- 1978年
  - 4月1日 初等教育学科の入学定員を100→150に増員[注 15]。
  - 5月1日 学生数[47]/定員
    - 教養学科 281[注釈 3]/400[注釈 6]
    - 初等教育学科 564[注釈 3]/250
    - 食物栄養学科 288[注釈 3]/300
    - 幼児教育学科第三部 264[注釈 3]/300
    - 衛生看護学科 108[注釈 3]/50
    - 音楽学科 195[注釈 3]/100
- 1983年
  - 4月1日 左記を以て学科の入学定員を以下の通りに変更する[注 16]。
    - 教養学科
      - 第一部 50名→100名
      - 第三部 100名→50名

  - 5月1日 学生数[53]/定員
    - 教養学科 272[注釈 3]/400[注釈 6]
    - 初等教育学科 409[注釈 3]/300
    - 食物栄養学科 401[注釈 3]/300
    - 幼児教育学科第三部 224[注釈 3]/300
    - 衛生看護学科 119[注釈 3]/100
    - 音楽学科 160[注釈 3]/100
- 1984年
  - 4月1日 左記を以て学科の入学定員を以下の通りに変更する[注 17]。
    - 音楽学科
      - 器楽専攻 30名→70名
      - 声楽専攻 20名→30名

    - 幼児教育学科第三部 100名→80名

  - 5月1日 学生数[58]/定員
    - 教養学科 
      - 第一部 287[注釈 3]/200
      - 第三部 -[注釈 8]/200

    - 初等教育学科 385[注釈 3]/300
    - 食物栄養学科 378[注釈 3]/300
    - 幼児教育学科第三部 -[注釈 8]/300
    - 衛生看護学科 117[注釈 3]/50
    - 音楽学科 167[注釈 3]/150
- 1986年
  - 4月 教養学科第一部の入学定員100名から150名に臨時増加される[注 18]
  - 5月1日 学生数[63]/定員
    - 教養学科 
      - 第一部 150[注釈 3]/150
      - 第三部[注 19] 50[注釈 3]/150

    - 初等教育学科 150[注釈 3]/300
    - 食物栄養学科 310[注釈 3]/300
    - 幼児教育学科第三部 80[注釈 3]/300
    - 衛生看護学科 125[注釈 3]/50
    - 音楽学科 122[注釈 3]/200
- 1988年
  - 各種文化講座が行われる[64]。
- 1990年
  - 4月1日 以下については、この年度で学生募集を最終とする[注 20]
    - 教養学科第三部

  - 5月1日 学生数[67]/定員
    - 教養学科 503[注釈 3]/450[注釈 6]
    - 初等教育学科 405[注釈 3]/300
    - 食物栄養学科 403[注釈 3]/300
    - 幼児教育学科第三部 177[注釈 3]/300
    - 衛生看護学科 110[注釈 3]/100
    - 音楽学科 219[注釈 3]/200
- 1991年
  - 4月1日 教養学科第一部の入学定員を150→200に増員[注 21]。
  - 5月1日 学生数[70]/定員
    - 教養学科 558[注釈 3]/400[注 22]。
    - 初等教育学科 407[注釈 3]/300
    - 食物栄養学科 402[注釈 3]/300
    - 幼児教育学科第三部 196[注釈 3]/300
    - 衛生看護学科 121[注釈 3]/100
    - 音楽学科 189[注釈 3]/200
- 1992年
  - 5月1日 学生数[注 23]/定員
    - 教養学科 613[注釈 3]/400
    - 初等教育学科 412[注釈 3]/300
    - 食物栄養学科 402[注釈 3]/300
    - 幼児教育学科第三部 219[注釈 3]/240
    - 衛生看護学科 121[注釈 3]/100
    - 音楽学科 188[注釈 3]/200
- 1996年
  - 11月19日 左記をもって以下の学科を正式に廃止となる[72]。
    - 教養学科第三部
- 1997年
  - 4月1日 教養学科第一部を教養学科に改称[72]。
- 1998年
  - 4月1日 以下の学科を増設する[注 24]。
    - 福祉学科 入学定員50

  - 同 学科及び専攻の一部において入学定員を以下の通りに変更される[74]。
    - 音楽学科 
      - 器楽専攻 70名→40名[74]
      - 声楽専攻 30名→10名[74]

  - 5月1日 学生数[75]/定員
    - 教養学科 109[注釈 3]/300
    - 初等教育学科 264[注釈 3]/200
    - 食物栄養学科 165[注釈 3]/300
    - 幼児教育学科第三部 240[注釈 3]/240
    - 衛生看護学科 122[注釈 3]/100
    - 音楽学科 65[注釈 3]/150
    - 福祉学科 65[注釈 3]/50
- 1999年
  - 4月1日 衛生看護学科の入学定員50名を80名に増員[76]。
  - 同 音楽学科における専攻毎の学生募集はこの年度で最終とする[注 25]。
    - 器楽専攻
    - 声楽専攻

  - 5月1日 学生数[78]/定員
    - 教養学科 65[注釈 3]/300
    - 初等教育学科 181[注釈 3]/300
    - 食物栄養学科 129[注釈 3]/300
    - 幼児教育学科第三部 231[注釈 3]/240
    - 衛生看護学科 154[注釈 3]/130
    - 音楽学科 50[注釈 3]/100
    - 福祉学科 110[注釈 3]/100
- 2000年
  - 4月1日 初等教育学科を幼児教育学科第一部に名称変更[77]。
  - 同 以下、学科の入学定員変更あり[注 26]。
    - 教養学科 150→100
    - 福祉学科 50→80

  - 4月1日 以下ついては、この年度で学生募集を最終とする。
    - 食物栄養学科食物課程
- 2001年
  - 4月1日 以下の学科については、この年度で学生募集を最終とする[注 27]。
    - 食物栄養学科[注釈 9]　
    - 音楽学科
- 2003年
  - 3月31日 以下の学科については、左記を以て正式に廃止とする[83]。
    - 食物栄養学科[注釈 9]
    - 音楽学科
- 2004年
  - 4月1日 この年度の入学生より教養学科を以下の学科に改編開始する[84]。
    - 環境教養学科 入学定員50名[注 28]。
- 2005年
  - 3月31日 上記の理由により教養学科を廃止する[86]。
- 2006年
  - 4月1日 左記をもって以下の各学科の入学生が最後となる[注 29]。
    - 環境教養学科
    - 衛生看護学科
    - 福祉学科
    - 幼児教育学科第三部
- 2008年
  - 3月31日 以下については、左記をもって正式に廃止とする[88]。
    - 環境教養学科[注 30]
    - 衛生看護学科
    - 福祉学科

  - 4月1日 奈良市の登美ヶ丘にキャンパスを移転。
- 2009年
  - 3月31日 幼児教育学科第三部が廃止される[89]。
- 2010年
  - 4月1日 幼児教育学科第一部を幼児教育学科（入学定員100名）に改称[90]
  - 同 長期履修コースを設置する。
- 2014年
  - 4月1日 奈良学園大学奈良文化女子短期大学部に改称[91]。
- 2017年
  - 4月1日 この年度の入学生を最後とする[注釈 1]。
- 2019年
  - 9月6日 正式に廃止となる[注 31]。

## 基礎データ

### 所在地
- 登美ヶ丘キャンパス（奈良県奈良市中登美ヶ丘3-15-1）
- 大和高田キャンパス（奈良県大和高田市東中127）[注 32]

### 象徴
- カレッジマークは六角形となっており、その中央に花の絵と「大学」の文字が描かれたものとなっていた[注 33]。

## 教育および研究

### 組織

#### 学科
- 幼児教育学科 入学定員100名[注 34]

##### 学科の変遷
- 教養科→教養学科:入学定員50名[注 35]→環境教養学科;入学定員50名[注釈 10]
- 保育科→初等教育学科→幼児教育学科
- 食物栄養科→食物栄養学科;入学定員150[注釈 11]
- 教養科第三部→教養学科第三部;入学定員50名[注 36]
- 保育科第三部→幼児教育学科第三部;入学定員80名[注釈 10]
- 衛生看護学科;入学定員80名[注釈 10]
- 音楽学科;入学定員50[注釈 11]
  - 器楽専攻;入学定員40名[注釈 12]
  - 声楽専攻;入学定員10名[注釈 12]
- 福祉学科;入学定員80名[注釈 10]

#### 専攻科
- 音楽専攻;入学定員10[注 37]

#### 取得資格について[8]
- 幼稚園教諭二種免許状と保育士、認定ベビーシッター資格が幼児教育学科にて取得できた。初等教育学科には当初、小幼コースと幼保コースがあり、前者では小学校教諭二級免許状、幼稚園教諭二級免許状、後者では幼稚園教諭二級免許状と保母となっていた[100]
- かつては、中学校教諭二種免許状の課程が設けられていた
  - 社会：環境教養学科の前身である教養学科にて設けられていた。
  - 家庭および保健：過去にあった食物栄養学科にて設けられており、当初は食物課程、栄養課程のいずれにも二教科分の課程があった[101]
  - 音楽：音楽学科にて設けられていた。
- 司書：環境教養学科の前身である教養学科にて設けられていた。
- 栄養士：食物栄養学科栄養課程にて設けられていた。
- 衛生看護学科では、看護師受験資格に合せたカリキュラムとなっていた。
- 介護福祉士：福祉学科にて設置されていた。

#### 附属機関
- セミナーハウスが奈良市高畑大道町にある。1978年、文豪志賀直哉の旧居を社会保険庁から譲り受けた。一般人も利用できる。

## 学生生活

### 部活動・クラブ活動・サークル活動
以下は、奈良学園大学奈良文化女子短期大学部にて活動していたクラブ活動の一覧である。
- 体育系：バスケットボール・ソフトボール・陸上競技・テニスほか
- 文化系：ウインドアンサンブル・手話・茶道・華道・ボランティアほか
  - かつては、文化系・体育系を併せて30余りの団体を擁していたが規模縮小により減少した。食物栄養学科があった時分、「食科学」と称したクラブもあった。

### 学園祭
- 学園祭は毎年10月に行われていた。

## 施設

### 登美ヶ丘キャンパス
- 使用学科：幼児教育学科
- 使用専攻科：なし
- 設備：1号館・アリーナー・学生食堂
  - 交通アクセス：近鉄けいはんな線学研奈良登美ヶ丘駅よりバスを利用。
- 設備：奈良学園本部・図書館・学園ホール・学生食堂ほか

### 寮
- 大和高田に本部キャンパスがあった時、「かつらぎ寮」と称した学生寮を利用していた学生が多かった。

## 出身者
- 五十嵐サキ：お笑い芸人

## 対外関係

### 姉妹校
奈良市中登美ヶ丘
- 奈良学園幼稚園
- 奈良学園小学校
- 奈良学園登美ヶ丘中学校・高等学校

奈良県大和郡山市
- 奈良学園中学校・高等学校

奈良県大和高田市
- 奈良文化高等学校
- 奈良文化幼稚園

奈良県生駒郡三郷町
- 奈良学園大学

## 進路

### 編入学・進学実績
- 教養学科第一部・第三部：京都橘女子大学・奈良産業大学・大阪産業大学・追手門学院大学・大阪樟蔭女子大学・梅花女子大学・京都精華大学・園田学園女子大学・摂南大学・大阪大谷大学ほか
- 幼児教育学科第一部・第三部：帝塚山学院大学・日本福祉大学ほか
- 食物栄養学科：
- 衛生看護学科：佐賀医科大学・北海道教育大学ほか
- 音楽学科器楽専攻・声楽専攻：同志社女子大学・大阪芸術大学・相愛大学・甲子園大学ほか
- 福祉学科：皇學館大学・天理大学ほか

## 附属学校
- 奈良文化女子短期大学附属高等学校
- 奈良文化女子短期大学附属幼稚園